# Rua de Cedofeita
A Rua de Cedofeita é um arruamento nas freguesias de Vitória e Cedofeita da cidade do Porto, em Portugal.

## Origem do nome
A rua vai buscar o nome à Igreja de São Martinho de Cedofeita, cuja fundação se pensa remontar ao século VI, em pleno domínio suevo. Sobre a antiguidade do templo se terá dito que foi cito facta (i.e., cedo feita), derivando em Cedofeita.

## História
Afastada do núcleo urbano medieval portuense, delimitado pela Muralha Fernandina, a zona da atual freguesia de Cedofeita, acolheu a igreja de São Martinho, cuja fundação se pensa remontar ao século VI, o que testemunha a vivência desta área em épocas bem remotas.
No entanto, a abertura da Rua de Cedofeita só aconteceu em 1762, integrada num vasto plano de renovação urbanística posto em prática por João de Almada e Melo, através da Junta das Obras Públicas. O novo plano tinha como objetivo relacionar a zona portuária ribeirinha com a alta da cidade, através da "regularização e criação de eixos de escoamento, bem como a sua articulação transversal". Entre as vias mais importantes encontrava-se a então denominada "Rua da Estrada", hoje Rua de Cedofeita.
A urbanização da rua foi rápida. Embora ainda não estivesse concluída no final do século XVIII, a denominada Planta redonda de Balck, publicada em Londres em 1813, mostra a rua já na sua extensão atual — entre a Praça de Carlos Alberto e a Rua da Boavista — e com abundante implantação de edifícios de ambos os lados.
A grande maioria das edificações que hoje constituem a Rua de Cedofeita remontam ao final do século XVIII e inícios do seguinte. São predominantemente estreitos e compridos, com certa homogeneidade arquitetónica, boa parte ostenta varandas de sacada, cantarias na definição dos vãos e pilastras, cimalhas de granito ou com balaústres de pedra e cerâmica, e azulejos na fachada, estes já do século XIX ou XX.

## Pontos de interesse
Na Rua de Cedofeita há diversas edificações classificadas como imóvel de interesse público pelo IGESPAR. De entre os atuais imóveis da Rua de Cedofeita merecem destaque os prédios:
- N.ºs 154 a 162 por serem considerados os mais antigos
- N.º 159, onde viveu Joaquim de Vasconcelos e Carolina Michaëlis.
- N.º 395 que acolheu D. Pedro durante o Cerco do Porto;
- N.º 548 pelos interiores do século XIX